# Peter Hänggi (Politiker)

Peter Hänggi (1993)

Peter Hänggi (* 14. Februar 1942 in Nunningen; heimatberechtigt ebenda) ist ein Schweizer Politiker (CVP).

## Leben
Peter Hänggi wurde 1942 als ältestes von sieben Kindern einer Bäckerfamilie geboren und wuchs in Nunningen auf. Als er zehn Jahre alt war, starb sein Vater an einem Gehirntumor. Nach der Schule absolvierte Hänggi die Lehre zum Bäcker/Konditor und eine Handelsschule. Danach arbeitete er einige Jahre im elterlichen Betrieb in Nunningen, bevor er bei der Wernli AG stellvertretender Direktor wurde. Nach seinem Ausscheiden aus dem Regierungsrat leitete er bis zu seiner Pensionierung den Sozialdienst der Schweizer Armee.
Peter Hänggi ist verheiratet, Vater von vier Kindern, sechsfacher Gross- und zweifacher Urgrossvater. Im Militär bekleidete Hänggi den Rang eines Majors.

## Politik
Seine politische Karriere startete Hänggi als Gemeinderat (Legislative) seiner Heimatgemeinde Nunningen. Später wurde er unter anderem Präsident der CVP des Bezirks Thierstein und der CVP Kanton Solothurn. Bei den Nationalratswahlen 1987 wurde Hänggi in den Nationalrat gewählt.
1991 wurde er als Nachfolger von Alfred Rötheli in den Regierungsrat des Kantons Solothurn gewählt. Er stand dort der Finanz- und Militärdirektion vor. Bei den Wahlen 1993 wurde er in seinem Amt bestätigt. Im Januar 1994 musste Finanzdirektor Hänggi die Öffentlichkeit über die kritische Lage der Solothurner Kantonalbank informieren. Die Kantonalbank wurde in der Folge mit Steuergeldern saniert und anschliessend privatisiert. Die Vorgänge gingen später als «Kantonalbank-Debakel» in die Solothurner Geschichte ein. Der Solothurner Regierung und insbesondere Finanzdirektor Hänggi wurde durch die Medien und eine Parlamentarische Untersuchungskommission eine Mitschuld am Niedergang der Kantonalbank angelastet. Hänggi wurde vom Regierungsrat im Nachgang dieser Vorkommnisse das Finanzdepartement entzogen.
Bei den Erneuerungswahlen 1997 erreichte er im ersten Wahlgang nur den sechsten Platz. Wenn auch keiner der anderen Bisherigen im ersten Wahlgang wiedergewählt wurde, verzichtete Peter Hänggi aufgrund seines mässigen Resultats auf eine Kandidatur im zweiten Wahlgang. Die CVP nominierte stattdessen Walter Straumann, welcher die Wahl schaffte.